# Karien Gubbels
Karien Gubbels (ur. 3 lutego 1975) – holenderska kolarka BMX, wicemistrzyni świata.

## Kariera
Największy sukces w karierze Karien Gubbels osiągnęła w 1996 roku, kiedy zdobyła srebrny medal mistrzostw świata w kategorii elite podczas mistrzostw świata w Saskatoon. W zawodach tych wyprzedziła ją jedynie Amerykanka Michelle Cairns, a trzecie miejsce zajęła kolejna kolarką z USA - Marie McGilvary. Ponadto dwukrotnie zajmowała czwarte miejsce: na mistrzostwach świata w Brighton (1996) oraz mistrzostwach świata w Melbourne (1998). W pierwszym przypadku walkę o podium przegrała z Niemką Kerstin Munski, a w drugim lepsza była jej rodaczka Brigitte Busschers.